# Татімото Харука
Харука Татімото (яп. 田知本 遥; нар. 3 серпня 1990, Імідзу, Префектура Тояма, Японія) — японська дзюдоїстка, олімпійська чемпіонка 2016 року.

## Виступи на Олімпіадах
| Олімпіада   | Дисципліна | Місце |
| ----------- | ---------- | ----- |
| Лондон 2012 | До 70 кг   | 7=    |
| Ріо 2016    | До 70 кг   | 1     |